# هنري وليامز
هنري وليامز (11 يونيو 1967 في جنوب أفريقيا - ) (بالإنجليزية: Henry Williams) هو لاعب كريكت جنوب أفريقي. شارك في دورة ألعاب الكومنولث 1998. وشارك مع منتخب جنوب أفريقيا الوطني للكريكت.

## وصلات خارجية
- هنري وليامز على موقع إي آس بي آن كريك إنفو (الإنجليزية)